# Греческая федерация футбола
Гре́ческая федера́ция футбо́ла (греч. Ελληνική Ποδοσφαιρική Ομοσπονδία, англ. Hellenic Football Fedeation), сокращённо ГФФ или ХФФ (греч. ΕΠΟ, англ. HFF) — организация, осуществляющая контроль и управление футболом в Греции. Отвечает за проведение чемпионата Греции (Греческой Суперлиги), Кубка Греции и управление сборной Греции. Центр — Афины.

## История

### Образование
14 ноября 1926 года футбольные союзы городов Афины, Пирей и Салоники были объединены в Греческую федерацию футбола, что ознаменовало начало организации футбола в стране в соответствии с международными стандартами. С тех пор эта федерация выросла до размеров крупнейшей в стране, поскольку футбол считается в Греции «царём видов спорта». Эта организация является частной и некоммерческой с зарегистрированным головным офисом, она является единственным легитимным органом, представляющим интересы футбола Греции, а также запрещает любую расовую, религиозную или политическую дискриминацию.

### Успешные финалы еврокубков
В 1927 году Греческая федерация футбола вошла в состав ФИФА, в 1954 году стала одним из первых основателей УЕФА, приняв соответствующие обязательства как член международной спортивной федерации, статус, правила и директивы. Обязательным было принятие всех вышеозначенных постановлений всеми сотрудниками, футбольными клубами Греции и игроками. За время своего существования Греция приняла ряд международных спортивных событий, в том числе шесть финалов европейских кубков:
- Кубок обладателей кубков УЕФА 1970/1971: Пирей, Караискакис, матч «Челси» — «Реал Мадрид» (1:1, 2:1). Первый матч прошёл 19 мая, переигровка состоялась 21 мая.
- Кубок обладателей кубков УЕФА 1972/1973: Салоники, Кафтанзоглу, матч «Милан» — «Лидс Юнайтед» (1:0). Матч прошёл 16 мая.
- Кубок европейских чемпионов 1982/1983: Афины, Олимпийский стадион, матч «Гамбург» — «Ювентус» (1:0). Матч прошёл 25 мая.
- Кубок обладателей кубков УЕФА 1986/1987: Афины, Олимпийский стадион, матч «Локомотив» Лейпциг — «Аякс» (0:1). Матч прошёл 13 мая.
- Лига чемпионов УЕФА 1993/1994: Афины, Олимпийский стадион, матч «Милан» — «Барселона» (4:0). Матч прошёл 18 мая.
- Лига чемпионов УЕФА 2006/2007: Афины, Олимпийский стадион, матч «Милан» — «Ливерпуль» (2:1). Матч прошёл 23 мая.

### Чемпионский титул сборной Греции
Греция дебютировала на чемпионате Европы только в 1980 году, проиграв два матча, сведя один вничью и не выйдя из группы. В 1994 году Греция вышла на чемпионат мира, но проиграла все три матча, не забив ни одного гола. Долгое время это были единственные турниры, в которых участвовала Греция. Однако национальная сборная вышла на чемпионат Европы 2004 года в Португалии, где, вопреки всем прогнозам букмекеров, сенсационно выиграла первенство. Греки играли во всех матчах от обороны, сумев выйти из группы с Португалией (португальцев греки обыграли в матче открытия 2:1), Испанией (не вышли из группы, сыграли вничью 1:1) и Россией (не вышли из группы, греки проиграли 1:2). В четвертьфинале греками были побеждены французы (действовавшие чемпионы Европы), в полуфинале — чехи (вице-чемпионы Европы 1996 года), в финале — те же португальцы, и во всех матчах плей-офф греки победили со счётом 1:0.

### Наши дни
11 декабря 2008 года в отставку ушёл президент Вассилис Гагацис, отработавший 8 лет. 17 января 2009 года президентом был избран Йоргос Саррис: по слухам, избрания добился Эвангелиос Маринакис, президент «Олимпиакоса». В апреле 2013 года федерация заключила партнёрское соглашение с компанией Nike, ставшей спонсором и поставщиком формы для сборной Греции. Соглашение поддержал лично Саррис.

## Скандалы

### Дисквалификация 2006 года
3 июля 2006 года ФИФА заявила, что Греческая федерация футбола нарушила важнейшие положения, допустив вмешательство правительства в свою деятельность, что строго запрещалось ФИФА. За это ГФФ была исключена из состава ФИФА и УЕФА на неопределённый срок — это грозило не только недопуском греческих клубов к розыгрышам Кубка УЕФА, Кубка Интертото и Лиги чемпионов УЕФА, но и дисквалификацией сборной Греции из отбора на чемпионат Европы 2008 года. Переговоры с ФИФА завершились тем, что до 15 июля 2006 года Греция обязалась устранить все недочёты в деятельности федерации, чтобы влияние политических органов власти на федерацию отсутствовало. На время отстранения ГФФ шло серьёзное обсуждение о лишении Афин права принять финал Лиги чемпионов УЕФА 2007 года. 7 июля 2006 года Правительство Греции подписало закон о спорте, предоставив ГФФ независимость и разрешив ей подчиняться именно законам и правилам ФИФА. Только после этого было восстановлено членство ГФФ в ФИФА и УЕФА, позволив и клубам, и сборной продолжать выступления в соответствующих турнирах.

### Кориополис
Коррупция в греческом футболе является одним из широко известных общественности явлений: в греческом футболе случаи дачи или получения взяток игроками или судьями за обеспечение определённого исхода называются «паранга». Первый серьёзный звонок о положении греческого клубного футбола прозвенел, когда УЕФА выпустила отчёт, в котором отметила, что в греческих клубных турнирах сезона 2010/2011 было сыграно около 40 матчей, которые можно охарактеризовать как договорные. В ходе предварительного расследования были установлены 80 подозреваемых, в том числе и президент «Олимпиакоса» Эвангелос Маринакис, злоупотреблявший полномочиями и добивавшийся назначения на определённые матчи определённых арбитров, благосклонных к его команде. Однако прокуратура сняла все обвинения, и суд в итоге оправдал Маринакиса. В феврале 2012 года в Суперлиге Греции с разрешения Греческой федерации футбола произошла замена инспекторов.

### Футбольный скандал 2015 года
6 апреля 2015 года прокурор Аристидис Корреас опубликовал 173-страничный отчёт о договорных матчах в чемпионате Греции: информацию для дела собрала Национальная разведывательная служба, которая обеспечила телефонную прослушку ещё в 2011 году. Согласно заключению прокурора, президент «Олимпиакоса» Эвангелос Маринакис и члены ГФФ Теодорос Куридис и Георгиос Саррис создали подпольную преступную группировку, которая путём шантажа и мошенничества пыталась захватить контроль над греческим футболом и сделать его независимым от ФИФА и УЕФА.
В ходе расследования неизвестные лица (предположительно, сторонники Маринакиса) отправили избранному президенту ГФФ Эвангелосу Грамменосу конверт с пулей. В декабре 2018 года после того, как на греческого судью Фанасиса Дзилоса было совершено нападение, Правительство Греции объявило о создании антитеррористического отряда, который боролся бы против преступников в футбольной сфере. Полиция Греции, Национальная разведывательная служба и материалы уголовного дела установили, что на судью напали сообщники Маринакиса.

### Другие скандалы
Греческая федерация футбола часто становится субъектом расследований обвинений в шантаже, вымогательстве или уклонении от уплаты налогов. В ноябре 2013 года в штаб-квартире ГФФ был произведён обыск по подозрениям в неуплате налогов со стороны ряда команд, которые подделали налоговые декларации. С 2015 года Греческая федерация футбола фигурирует в расследовании по поводу возможной «финансовой пирамиды», организованной футбольными судьями Греции.
Бывший президент Йоргос Гирцикис проходит фигурантом трёх уголовных дел по факту серьёзных финансовых преступлений. В марте 2019 года он, а также ещё двое бывших глав ГФФ (Василис Гагацис и Софоклис Пилавиос) были признаны виновными в совершении финансовых преступлений.

## Организация

### Структура
Структура ГФФ представляет собой некую пирамиду. Основой служат 5773 футбольных клуба, из которых 3700 признаны профессиональными и участвуют во всех национальных турнирах в любых возрастных категориях, и более 2 млн. футболистов. Клубы находятся под руководством 53 региональных союзов, организацией профессиональных соревнований заведует Профессиональная Лига (Греческая Лига). Греческая федерация футбола является высшим органом власти в развитии футбола в стране и занимает высшую позицию в этой пирамиде. Ежегодно собирается Генеральное собрание ГФФ, которое принимает важнейшие решения по греческому футболу: они могут менять положения Федерации, убирать и принимать новые, составлять аудит за предыдущий финансовый год и бюджет на следующий год, голосовать каждые 4 года и выражать доверие или недоверие к руководству.

### Отделы
- Спортивный отдел
- Отдел управления
- Отдел финансов и маркетинга
- Отдел международных отношений
- Отдел печати и массовых коммуникаций

### Комитеты
Комитеты Исполнительного совета
- Контрольно-дисциплинарный комитет (первой и второй инстанций)
- Апелляционный комитет
- Комитет разрешения финансовых споров (второй инстанции)
- Центральный судейский комитет (три человека)
- Комитет по статусу и трансферам игроков

Постоянные комитеты
- Комитет по уставу
- Комитет по международным отношениям
- Технический комитет
- Комитет Кубка Греции
- Комитет по закупкам
- Комитет по дивизионам
- Комитет по сборным
- Комитет по печати и массовым коммуникациям
- Комитет по юридическим вопросам
- Комитет по проблемам насилия
- Медицинский комитет
- Комитет международного любительского футбола
- Комитет любительского футбола
- Комитет по вопросам лицензирования
- Комитет по футбольным тренерам
- Учебный Совет
- Комитет по мини-футболу
- Финансовый комитет
- Комитет по статистике и стадионам
- Комитет молодёжного любительского футбола
- Комитет по женскому футболу

Федерация отвечает за допинг-контроль на всех уровнях чемпионата Греции.

## Президенты ГФФ
Ниже приводится список всех лиц, возглавлявших Греческую федерацию футбола с момента её основания
| Имя                    | Годы    |
| ---------------------- | ------- |
| Апостолос Николаидис   | 1926–27 |
| Маринос Маринакис      | 1927    |
| Панагис Врионис        | 1927–28 |
| Иоаннис Хрисафис       | 1928–29 |
| Димитриос Марцелос     | 1929    |
| Михалис Ринопулос      | 1929    |
| Константинос Кодзиас   | 1929–30 |
| Йоргос Калафатис       | 1930    |
| Димитриос Марцелос     | 1930–32 |
| Николаос Ксирос        | 1932–33 |
| Апостолос Николаидис   | 1933–34 |
| Константинос Кастрицис | 1934–36 |
| Фанасис Мермигас       | 1936–37 |
| Константинос Кодзиас   | 1937–39 |
| Фанасис Мермигас       | 1939–40 |
| Панагис Врионис        | 1940–41 |

| Имя                  | Годы       |
| -------------------- | ---------- |
| Димитрис Карабатис   | 1943–46    |
| Фанасис Мермигас     | 1946–68    |
| Димитрис Варданис    | 1968–69    |
| Йоргос Дедес         | 1969–73    |
| Димитрис Воядзис     | 1973–74    |
| Лукас Панургиас      | 1974–75    |
| Василис Хадзияннис   | 1975–85    |
| Сотирис Алимисис     | 1985–90    |
| Костас Тривеллас     | 1990–97    |
| Сотирис Алимисис     | 1997–00    |
| Костас Александридис | 2000–01    |
| Василис Гагацис      | 2001–08    |
| Софоклис Пилавиос    | 2009–12    |
| Йоргос Саррис        | 2012–14    |
| Йоргос Гирдзикис     | 2014–16    |
| Эвангелос Грамменос  | 2017–н. в. |